# Powertool
Powertool è il terzo album degli Sleeze Beez, uscito nel 1992 per l'Etichetta discografica Atlantic Records.

## Tracce
1. Appetizer
2. Raise A Little Hell
3. Watch That Video
4. Dance
5. Like a Dog
6. I Don't Want To Live Without You
7. Head To Toe
8. Put Your Money Where Your Mouth Is
9. Bring Out The Rebel
10. Fuel For The Fire
11. What's That Smell?
12. Pray For A Miracle

## Formazione
- Andrew Elt - voce, chitarra, armonica
- Chriz Van Jaarsveld - chitarra, cori
- Don Van Spall - chitarra, cori
- Ed Jongsma - basso, cori
- Jan Koster - batteria, cori